# Pine Valley Waterfall
Der Pine Valley Waterfall ist ein Wasserfall im Mount Richmond Forest Park in der Region Marlborough auf der Südinsel Neuseelands. Er liegt im Lauf eines namenlosen Bachs, der über den Pine Valley Stream in den Wairau River mündet. Seine Fallhöhe beträgt rund 10 Meter.
Vom Parkplatz am Ende der Pine Valley Road führt der Pine Valley Track in etwa 20 Gehminuten zum Wasserfall.